# HMS Norrköping (J10)
HMS Norrköping (J10) var en stadsjagare i svenska flottan. Fartyget byggdes vid Eriksbergs varv i Göteborg och levererades 9 april 1941 som sjätte och sista fartyg i Göteborg-klassen. År 1949 genomfördes en ombyggnad, då bland annat skrovet breddades och bestyckningen ändrades. Norrköping utrangerades den 1 februari 1965 varpå hon användes som målfartyg och sänktes i Hanöbukten.

## Utformning och bestyckning

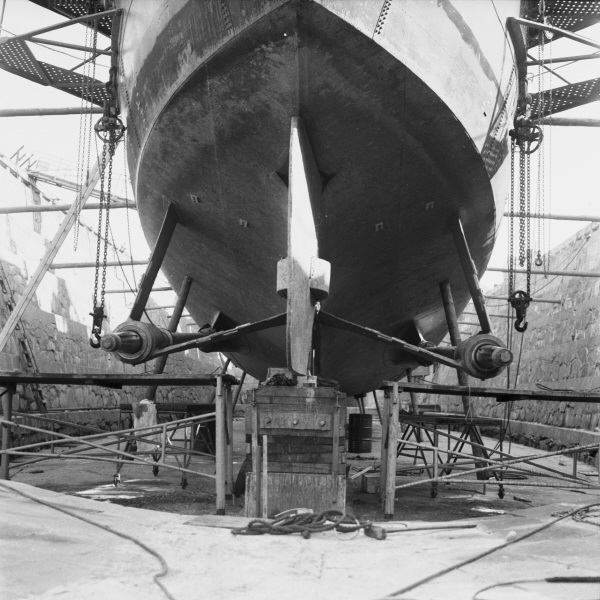
Norrköping akterifrån med propelleraxlarna synliga.

HMS Stockholm var 94,6 meter lång, 9,0 meter bred och hade ett djupgående av 2,6 meter. Standarddeplacementet var 1040 ton och det maximala deplacementet var 1240 ton. Maskineriet bestod av tre oljeeldade ångpannor av märket Penhoët, som levererade ånga till två ångturbiner av märket de Laval. Maskineriet hade effekten 32 000 hästkrafter vilket gav en toppfart på 39 knop. Under provturer uppnåddes hela 41 knop.
Huvudartilleriet bestod av tre 12 cm kanoner m/24 C. Dessa var placerade en på backdäck, en midskepps mellan skorstenarna och en på akterdäck. Luftvärnet bestod av den nyutvecklade 25 mm luftvärnsautomatkanon m/32 Dessa satt i ett dubbellavetage på aktra bryggan, och två på gångborden. Vidare fanns ombord även monterade kulsprutor, torpedtuber på däck samt sjunkbombskastare och sjunkbombsfällare.

## Historia

Norrköpings vapen.

HMS Norrköping kontrakterades den 17 januari 1940 och sjösattes redan den 5 september samma år. Fartyget byggdes vid Eriksbergs varv i Göteborg, som även byggt systerfartyget HMS Malmö (J7). Efter provturer och utrustning under vintern levererades hon till Marinen den 9 april 1941.
År 1948 genomförde Norrköping tillsammans med systerfartyget HMS Stockholm (J6) och kryssaren HMS Fylgia en utlandsresa till Storbritannien och Europa. Färdvägen gick till följande hamnar.
1. Karlskrona
2. Malmö Anlöpte 30 april 1948, avseglade 3 maj 1948
3. Göteborg Anlöpte 5 maj 1948, avseglade 10 maj 1948
4. Loch Eye, Skottland Anlöpte 14 maj 1948, avseglade 18 maj 1948
5. Bristol, England Anlöpte 20 maj 1948, avseglade 25 maj 1948
6. Amsterdam, Holland Anlöpte 28 maj 1948, avseglade 3 juni 1948
7. Trondheim, Norge Anlöpte 7 juni 1948, avseglade 11 juni 1948
8. Göteborg Anlöpte 14 juni 1948, avseglade 17 juni 1948
9. Karlskrona

År 1949 genomgick Norrköping en ombyggnation då bland annat skrovet breddades för att öka stabiliteten, och den mellersta 12 cm kanonen flyttades till den aktra bryggan. Det hade nämligen visat sig att kanonen då den stod mellan skorstenarna skymdes av dessa, vilket gav dåliga bestrykningsvinklar. Vidare byttes luftvärnet ut mot modernare kanoner och radar, hydrofoner samt stridsledningscentral tillkom.
Norrköping utrangerades den 1 februari 1965 varpå hon användes som målfartyg vid skjutförsök. Den 26 maj 1977 sänktes hon i Hanöbukten där hon nu ligger knappt en sjömil från systerfartyget HMS Göteborg (J5) på koordinaterna 55°55.47′N 15°17.72′Ö / 55.92450°N 15.29533°Ö.